# غودويل (أوكلاهوما)
غودويل (بالإنجليزية: Goodwell, Oklahoma)‏ هي بلدة أمريكية تقع في الولايات المتحدة في مقاطعة تكساس، أوكلاهوما. يقدر عدد سكانها بـ 1,293 نسمة ومساحتها 3.1 كم2 وترتفع عن سطح البحر 1,006 متر.

## التركيبة السكانية
حدّد مكتب تعداد الولايات المتحدة بيانات التركيبة السكانية لغودويل في تعداد الولايات المتحدة. في ما يلي، التركيبة السكانية حسب تعدادي 2000 و2010.

### تعداد عام 2000
بلغ عدد سكان غودويل 1,192 نسمة بحسب تعداد عام 2000، وبلغ عدد الأسر 407 أسرة وعدد العائلات 221 عائلة مقيمة في البلدة. في حين سجلت الكثافة السكانية 389.5 نسمة لكل كيلومتر مربع (1,008.8/ميل2). وبلغ عدد الوحدات السكنية 478 وحدة بمتوسط كثافة قدره 156.2 لكل كيلومتر مربع (404.6/ميل2).
وتوزع التركيب العرقي للبلدة بنسبة 87.84% من البيض و3.27% من الأمريكيين الأفارقة و2.10% من الأمريكيين الأصليين و0.92% من الأمريكيين ذوي الأصول الآسيوية و0.08% من سكان جزر المحيط الهادئ و4.53% من الأعراق الأخرى و1.26% من عرقين مختلطين أو أكثر و8.64% من الهسبانيون أو اللاتينيون من أي عرق.
بلغ عدد الأسر 407 أسرة كانت نسبة 31.4% منها لديها أطفال تحت سن الثامنة عشر تعيش معهم، وبلغت نسبة الأزواج القاطنين مع بعضهم البعض 42.8% من أصل المجموع الكلي للأسر، ونسبة 8.4% من الأسر كان لديها معيلات من الإناث دون وجود شريك،  بينما كانت نسبة 3.2% من الأسر لديها معيلون من الذكور دون وجود شريكة وكانت نسبة 45.7% من غير العائلات. تألفت نسبة 26.8% من أصل جميع الأسر من عدة أفراد يعيشون في نفس المنزل ونسبة 2.9% كانت تتألف من شخص يعيش بمفرده يبلغ من العمر 65 عاماً أو أكثر. وبلغ متوسط حجم الأسرة المعيشية 2.32، أما متوسط حجم العائلات فبلغ 2.93.
بلغ العمر الوسطي للسكان 22.2 عاماً. وكانت نسبة 17.2% من القاطنين تحت سن الثامنة عشر، وكانت نسبة 26.1% بين الثامنة عشر والرابعة والعشرين عاماً، ونسبة 20.6% كانت واقعةً في الفئة العمرية ما بين الخامسة والعشرين والرابعة والأربعين عاماً، ونسبة 11.7% كانت ما بين الخامسة والأربعين والرابعة والستين، ونسبة 3.6% كانت ضمن فئة الخامسة والستين عاماً فما فوق. يوجد لكل 100 أنثى 108.4 ذكر، ويوجد لكل 100 أنثى في الثامنة عشر من عمرها فما فوق 114.2 ذكر.
بلغ متوسط دخل الأسرة في البلدة 29,583 دولارًا، أما متوسط دخل العائلة فبلغ 42,708 دولارًا. وكان متوسط دخل الذكور 24,000 دولارًا مقابل 20,750 دولارًا للإناث. وسجل دخل الفرد الخاص بالبلدة 12,531 دولارًا. وكانت نسبة 18.1% من العائلات ونسبة 26.6% من السكان تحت خط الفقر، وكان من هؤلاء نسبة 32.2% تحت سن الثامنة عشر ونسبة 6.8% في الخامسة والستين من العمر وما فوق.

### تعداد عام 2010
بلغ عدد سكان غودويل 1,293 نسمة بحسب تعداد عام 2010، وبلغ عدد الأسر 383 أسرة وعدد العائلات 194 عائلة مقيمة في البلدة. في حين سجلت الكثافة السكانية 422.5 نسمة لكل كيلومتر مربع (1,094.3/ميل2). وبلغ عدد الوحدات السكنية 447 وحدة بمتوسط كثافة قدره 146.1 لكل كيلومتر مربع (378.4/ميل2).
وتوزع التركيب العرقي للبلدة بنسبة 79.20% من البيض و8.20% من الأمريكيين الأفارقة و2.17% من الأمريكيين الأصليين و0.23% من الأمريكيين ذوي الأصول الآسيوية و0.08% من سكان جزر المحيط الهادئ و7.04% من الأعراق الأخرى و3.09% من عرقين مختلطين أو أكثر و17.48% من الهسبانيون أو اللاتينيون من أي عرق.
بلغ عدد الأسر 383 أسرة كانت نسبة 29.5% منها لديها أطفال تحت سن الثامنة عشر تعيش معهم، وبلغت نسبة الأزواج القاطنين مع بعضهم البعض 37.9% من أصل المجموع الكلي للأسر، ونسبة 8.9% من الأسر كان لديها معيلات من الإناث دون وجود شريك،  بينما كانت نسبة 3.9% من الأسر لديها معيلون من الذكور دون وجود شريكة وكانت نسبة 49.3% من غير العائلات. تألفت نسبة 31.9% من أصل جميع الأسر من عدة أفراد يعيشون في نفس المنزل ونسبة 2.6% كانت تتألف من شخص يعيش بمفرده يبلغ من العمر 65 عاماً أو أكثر. وبلغ متوسط حجم الأسرة المعيشية 2.29، أما متوسط حجم العائلات فبلغ 2.98.
بلغ العمر الوسطي للسكان 22.0 عاماً. وكانت نسبة 14.5% من القاطنين تحت سن الثامنة عشر، وكانت نسبة 49.3% بين الثامنة عشر والرابعة والعشرين عاماً، ونسبة 18.6% كانت واقعةً في الفئة العمرية ما بين الخامسة والعشرين والرابعة والأربعين عاماً، ونسبة 13.5% كانت ما بين الخامسة والأربعين والرابعة والستين، ونسبة 4% كانت ضمن فئة الخامسة والستين عاماً فما فوق. وتوزع التركيب الجنسي للسكان بنسبة 57% ذكور و43% إناث.